# Karlslunda socken
Karlslunda socken i Småland ingick i Södra Möre härad, ingår sedan 1971 i Kalmar kommun och motsvarar från 2016 Karlslunda distrikt i Kalmar län.
Socknens areal är 124,5 kvadratkilometer, varav land 123,8. År 2000 fanns här 1 033 invånare. Tätorten Påryd med sockenkyrkan Karlslunda kyrka ligger i socknen. 

## Administrativ historik
Församlingen utbröts på 1650-talet ur Arby församling som en kapellförsamling med namnet Arby kapell. 1868 blev församlingen kyrksocken, och 1880 jordebokssocken.
Vid kommunreformen 1862 övergick socknens ansvar för de kyrkliga frågorna till Arby kapellförsamling, från 24 oktober 1873 namnändrad till Karlslunda församling, och för de borgerliga frågorna till en landskommun som 1873 namnändrades till Karlslunda landskommun. Landskommunen inkorporerades 1952 i Mortorps landskommun och uppgick sedan 1971 i Kalmar kommun. Församlingen uppgick 1 januari 2010 i Karlslunda-Mortorps församling.
1 januari 2016 inrättades distriktet Karlslunda, med samma omfattning som församlingen hade 1999/2000. 
Socknen har tillhört samma fögderier och domsagor som Södra Möre härad.
Socken indelades fram till 1901 i (tillsammans med Arby socken) 70 båtsmanshåll, vars båtsmän tillhörde Södra Möres 2:a båtsmanskompani.

## Geografi
Karlslunda socken ligger sydväst om Kalmar i Södra Möres inland. Den består i stort sett av jämna skogsmarker med mossar.

## Fornminnen
Ett par stenåldersboplatser är kända med några lösfynd.

## Namnet
Namnet som antogs 1873 är bildat från namnet på Karl XV som dog året innan.

### Fotnoter
1. 1 2 3  Svensk Uppslagsbok andra upplagan 1947–1955: Karlslunda socken
2. 1 2  Harlén, Hans; Harlén Eivy (2003). Sverige från A till Ö: geografisk-historisk uppslagsbok. Stockholm: Kommentus. Libris 9337075. ISBN 91-7345-139-8
3. ↑  Det medeltida Sverige 1:4 Möre
4. ↑  ”Församlingar”. Statistiska centralbyrån. https://www.scb.se/hitta-statistik/regional-statistik-och-kartor/regionala-indelningar/forsamlingar/. Läst 30 december 2022.
5. ↑  Administrativ historik för Karlslunda socken (Klicka på församlingsposten). Källa: Nationella arkivdatabasen, Riksarkivet.
6. ↑  "Ostkanten" om Blekinge och Södra Möres båtsmän
7. 1 2 3  Nationalencyklopedin
8. 1 2  Sjögren, Otto (1931). Sverige geografisk beskrivning del 2 Östergötlands, Jönköpings, Kronobergs, Kalmar och Gotlands län. Stockholm: Wahlström & Widstrand. Libris 9939
9. ↑  Fornlämningar, Statens historiska museum: Karlslunda socken
10. ↑  Fornminnesregistret, Riksantikvarieämbetet: Karlslunda socken Fornminnen i socknen erhålls på kartan genom att skriva in sockennamn (utan "socken") i "Ange geografiskt område"